# Spirostrophus targionii
Spirostrophus targionii är en mångfotingart. Spirostrophus targionii ingår i släktet Spirostrophus och familjen Trigoniulidae. Inga underarter finns listade i Catalogue of Life.